# Княжеский терем (Полоцк)
Княжеский терем — бывший дворец полоцких князей, существовавший в Полоцке в XII—XVI веках.
Построен в северной части полоцкого детинца в третьей четверти XII века, вероятно, вместе с церковью Архангела Михаила. По-видимому, в XVI веке входил в дворцовый комплекс полоцкого наместника. Остатки княжеского терема обнаружены случайно во время прокладки водопроводной траншеи в 1976 году. В 1976—1977 годах Павлом Раппопортом были проведены раскопки памятника. Сохранились фундамент и часть кирпичной стены.
Основное здание (4,7х4,2 м) почти квадратное в плане и сложено из плинфы в технике кладки «со скрытым рядом». С западной стороны к нему было пристроено меньшее здание (2,5х2,4 м). Фундамент толщиной 60—75 см (в малом помещении 50 см) и глубиной 1,8 м сделан из камней на известковом растворе. В XIV веке с северной стороны к палатам был пристроен деревянный (из сосновых брусьев), квадратный в плане (5,3x5,4 м) объём, стены которого внутри были обмазаны глиной. В палатах находились печи, в их конструкции использованы горшечные и позже коробчатые керамические плиты.
Полоцкий терем имел балочные перекрытия и несколько этажей. Вместе с деревянными пристройками создавал живописный архитектурный вид.
Возможно, изображение терема размещено на миниатюре Радзивилловской летописи, где упоминается про мор в Полоцке в 1092 году. В тексте летописи упомянуты «хоромины», а на миниатюре размещено изображение узкого двухэтажного здания с дверьми на первом этаже и большим окном на вторым. Вероятно, именно это каменное здание (гридница) предназначалось для княжеских сходок и пиров.
Ближайшие аналоги полоцкому терему можно найти в Гродно, Чернигове и Смоленске. Например, княжеские терема в Смоленске и Гродно были размещены, как и полоцкий, у края детинца над склоном к реке.